# 蛇根叶属
蛇根叶属（学名：Ophiorrhiziphyllon）是爵床科下的一个属，为草本植物。该属共有约5种，分布于亚洲东南部。